# Liste der Biografien/Beca
Liste der Biografien |
Portal Biografien |
Personensuche
# |
A |
B |
C |
D |
E |
F |
G |
H |
I |
J |
K |
L |
M |
N |
O |
P |
Q |
R |
S |
T |
U |
V |
W |
X |
Y |
Z |
?
 
Ba |
Be |
Bd |
Bg |
Bh |
Bi |
Bj |
Bl |
Bm |
Bn |
Bo |
Br |
Bs |
Bu |
Bw |
By |
Bz
 
Bea–Beb |
Bec |
Bed |
Bee |
Bef |
Beg |
Beh |
Bei |
Bej |
Bek |
Bel |
Bem |
Ben |
Beo |
Bep |
Beq |
Ber |
Bes |
Bet |
Beu |
Bev |
Bew |
Bex |
Bey |
Bez
 
Beca |
Becc |
Bece |
Bech |
Beci |
Beck |
Becl |
Becm |
Becn |
Beco |
Becq |
Becr |
Becs |
Bect |
Becu |
Becv |
Becz
Die Liste der Biografien führt alle Personen auf, die in der deutschsprachigen Wikipedia einen Artikel haben. Dieses ist eine Teilliste mit 10 Einträgen von Personen, deren Namen mit den Buchstaben „Beca“ beginnt.

## Beca

### Becae
- Becaert, Sylvie (* 1975), französische Biathletin

### Becal
- Becali, Gigi (* 1958), rumänischer Unternehmer und Politiker, MdEP

### Becan
- Bečanović, Dragomir (* 1965), jugoslawischer Judoka
- Becanus, Johannes Goropius (1519–1572), belgischer Arzt, Linguist und Humanist
- Becanus, Martin (1563–1624), Jesuit, Kontroverstheologe der Gegenreformation

### Becao
- Becão, Rodrigo (* 1996), brasilianischer Fußballspieler

### Becat
- Bécat, Paul-Émile (1885–1960), französischer Maler, Zeichner und Radierer
- Becatti, Giovanni (1912–1973), italienischer Klassischer Archäologe
- Becattini, Giacomo (1927–2017), italienischer Wirtschaftswissenschaftler

### Becau
- Bécaud, Gilbert (1927–2001), französischer ChansonnierGilbert Bécaud (1927–2001)

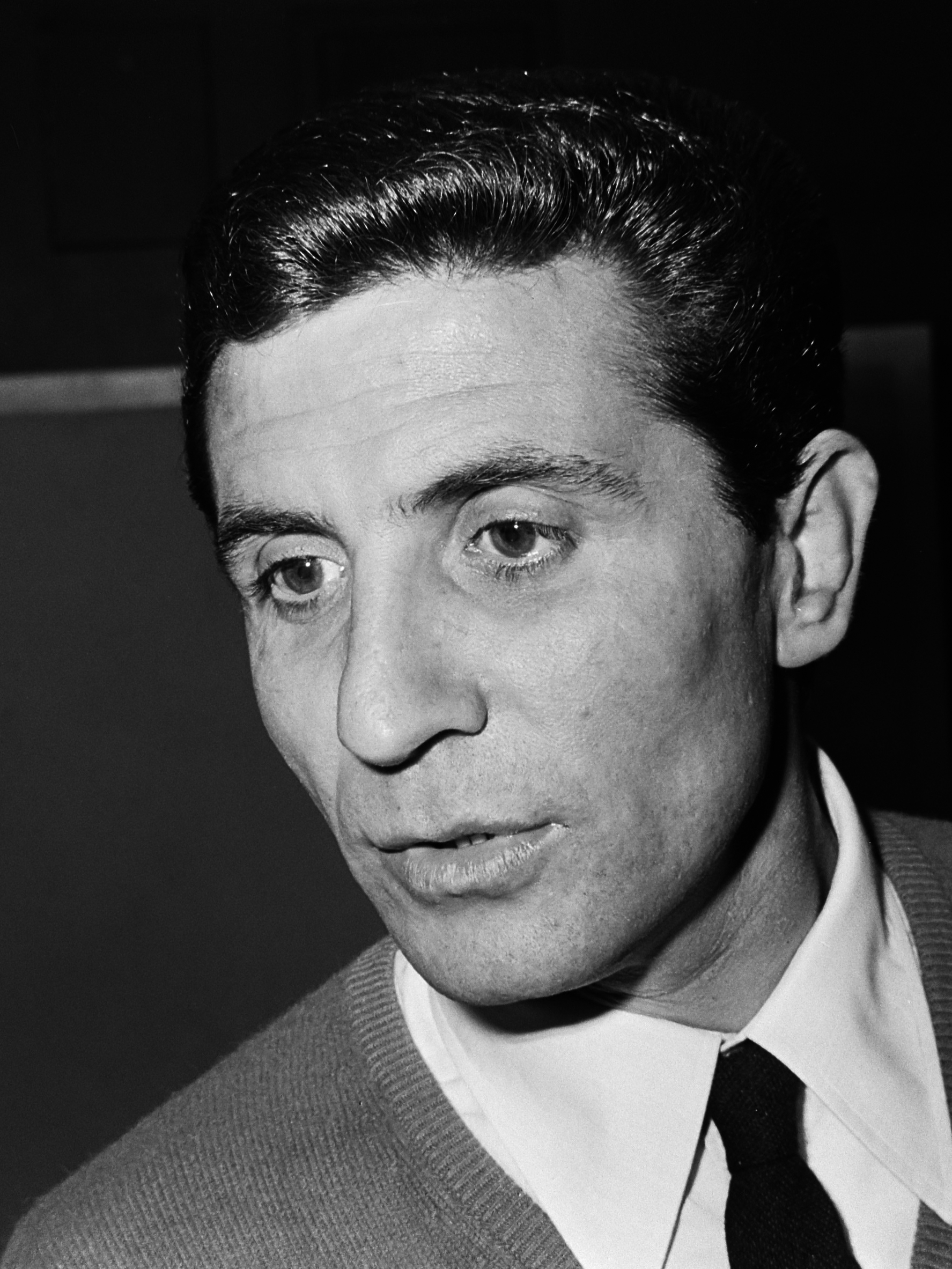
Gilbert Bécaud (1927–2001)